# Sōya-Küste
Koordinaten: 69° 20′ S, 39° 45′ O
Sōya-Küste (japanisch 宗谷海岸 Sôya Kaigan; norwegisch Sôyakysten; englisch Sôya Coast) heißt die Küste der Lützow-Holm-Bucht im ostantarktischen Königin-Maud-Land zwischen der (zur  Kronprinz-Olav-Küste gehörigen) Gletscherzunge Flattunga und dem Shirase-Gletscher bzw. dem westlichen Ende der Hügelkette Skallevikhalsen. Sie ist damit der östliche Teil der Prinz-Harald-Küste im weiteren Sinne.
Ausgerüstet mit norwegischen Karten, die auf Luftaufnahmen der Lars-Christensen-Expedition 1936/37 basierten, führte ab 1957 die Japanese Antarctic Research Expedition (JARE) detaillierte Vermessungsarbeiten an diesem Küstenstreifen durch und benannte ihn nach dem Forschungsschiff Sōya, welches wiederum nach der Unterpräfektur Sōya benannt ist.